# Tanúvédelem (film)
Tanúvédelem (Witness Protection) Richard Pearce 1999-ben bemutatott TV film-drámája. A forgatókönyvet Robert Sabbag ötlete alapján Daniel Therriault és Sabbag írta. A maffia egyik emberét Bobby Batton elkapja az FBI. Új élet, új személyazonosság ígérnek neki és a családjának, ha együttműködnek velük. Bobby nem sok választása van vagy új élet vagy börtön. Bobby Batton szerepében Tom Sizemore, akit Golden Globe-díjra jelöltek az alakításáért. Nálunk a TV-ben legelsőnek 2001-ben láthattuk a filmet.

## Szereplők
| Szereplő     | Színész                     | Magyar hang      |
| ------------ | --------------------------- | ---------------- |
| Bobby Batton | Tom Sizemore                | Kőszegi Ákos     |
| Cindy Batton | Mary Elizabeth Mastrantonio | Kubik Anna       |
| Sean Batton  | Shawn Hatosy                | Minárovits Péter |
| Suzie Batton | Skye McCole Bartusiak       |                  |
| Steven Beck  | Forest Whitaker             | Gesztesi Károly  |
| Sharp        | William Sadler              | Harsányi Gábor   |
| Jim Cutler   | Jim Metzler                 |                  |
| Duffy        | Greg Pitts                  | Welker Gábor     |
| Reedy        | Leon Russom                 | Áron László      |
| Cindy anyja  | Joanna Merlin               | Martin Márta     |
| Cindy apja   | Harrison Young              | Simon György     |

## Díjak és jelölések
- Golden Globe-díj (2000)
  - jelölés: legjobb férfi főszereplő (minisorozat vagy tévéfilm) – Tom Sizemore
  - jelölés: legjobb minisorozat vagy tévéfilm